# 大原継麻呂
大原 継麻呂（おおはら の つぐまろ、生没年不詳）は、奈良時代の貴族。名は嗣麻呂とも記される。官位は正五位下・因幡介。

## 経歴
淳仁朝の天平宝字4年（760年）正月に従五位下・坤宮少忠に叙任されるが、同年6月に光明皇后が崩御したため坤宮官は廃止された。なお、光明皇后の葬儀にあたっては石川豊成らとともに前後次第司を務めている。天平宝字7年（763年）伯耆守として地方官に転じたためか、翌天平宝字8年（764年）に発生した藤原仲麻呂の乱では難を逃れている。称徳朝の天平神護2年（766年）従五位上に昇叙される。
光仁朝初頭の宝亀元年（770年）中務員外少輔に任ぜられて京官に復すが、宝亀3年（772年）因幡介と再び地方官に遷った。宝亀8年（777年）正五位下に至る。

## 官歴
『続日本紀』による。
- 時期不詳：正六位下
- 天平宝字4年（760年） 正月4日：従五位下。正月16日：坤宮少忠。6月7日：前後次第司（光明皇后葬儀）
- 天平宝字7年（763年） 正月9日：伯耆守
- 天平神護2年（766年） 11月5日：従五位上
- 宝亀元年（770年） 12月28日：中務員外少輔
- 宝亀3年（772年） 4月20日：因幡介
- 宝亀8年（777年） 正月7日：正五位下